# Гоара, Луиз
Луиз Энрике Гоара (порт. Luiz Henrique Gohara, 31 июля 1996, Тупан) — бразильский бейсболист, питчер. В 2017 и 2018 годах играл за клуб Главной лиги бейсбола «Атланта Брэйвз».

## Карьера
Четырнадцатого августа 2012 года в качестве свободного агента Гоара подписал контракт с «Сиэтл Маринерс» на сумму 880 000 долларов.
В 2013 году был включён в предварительную заявку сборной Бразилии на Мировую бейсбольную классику, но на турнир не поехал. В том же году дебютировал в новичковой лиге за «Пуласки Маринерс». До 2017 года играл в командах низших лиг, входящих в фарм-систему «Сиэтла».
Одиннадцатго января 2017 года был обменян в «Атланту Брэйвз». По ходу сезона получил «повышение» в «Миссисипи Брэйвз», а затем в лигу AAA в «Гвиннет Брэйвз». 5 сентября 2017 года впервые был вызван в основной состав «Брэйвз». В октябре сайт Baseball America оценивал его как второго по силе молодого игрока в системе клуба.
В 2018 году, из-за ряда травм и болезни матери, Гоара сыграл в Главной лиге бейсбола всего девять игр. Тренерский штаб команды по ходу сезона перевёл его из стартовой ротации в буллпен. Сезон 2019 года он пропустил целиком из-за травмы плеча и операции. В июле, после обмена Шейна Грина, его выставили на драфт отказов. После этого Гоара подписал контракт с клубом «Лос-Анджелес Энджелс». Весной 2020 года он не участвовал в предсезонных матчах команды, в июне его отчислили.